# Булман, Уильям
Уильям Булман (англ. William (Bill) J. Bulman; род. 1979) — американский историк, англовед. Доктор философии (2010), профессор и заведующий кафедрой истории Лихайского университета, где преподает с 2012 года. Отмечен Williamson Book Prize (2016).
Окончил Университет Вашингтона в Сент-Луисе (2002) как бакалавр и магистр; Phi Beta Kappa (2001). В Принстоне получил степени магистра (2005) и доктора философии (2010). В 2010—2012 являлся постдоком по англоведению в Йеле. С 2012 года ассистент-, с 2016 года ассоциированный, с 2021 года профессор истории Лихайского университета.
Публиковался в Past and Present, Historical Journal, Journal of British Studies.
Первая монография — The Anglican Enlightenment: Orientalism, Religion and Politics in England and Its Empire, 1648—1715 (Cambridge, UK: Cambridge University Press, 2015). Вторая монография — The Rise of Majority Rule in Early Modern Britain and its Empire (Cambridge University Press, 2021) {Рец.: Jack P. Greene, Paul Seaward}. Соредактор еще двух книг — God in the Enlightenment (New York: Oxford University Press, 2016) {Рец.: , } и Political and Religious Practice in the Early Modern British World (Manchester, 2022).